# Tutelo
Le tutelo est une langue amérindienne de la famille des langues siouanes du sous-groupe des langues siouanes de la vallée de l'Ohio.
La langue est éteinte depuis le XIXe siècle.

## Histoire de la langue
Le tutelo était parlé à l'origine sur la rivière Roanoke en Virginie. Après 1712, les Tutelos suivent leurs alliés Tuscaroras, défaits par les Anglais, pour se réfugier au sein de la confédération iroquoise. Ils suivent les Iroquois qui émigrent au Canada, après l'indépendance des États-Unis. Exterminés par deux épidémies de choléra en 1832 et 1848, les survivants se fondent dans la nation cayuga.
Horatio Hale est le premier, en 1870, à travailler sur la langue qu'il identifie comme une langue siouane, suivi plus tard par Leo Frachtenberg et Edward Sapir.